# Erling Steinvegg
Erling Magnusson Steinvegg o Erlingr Magnússon Steinveggr (... – marzo 1207) durante la guerra civile norvegese fu aspirante al trono di Norvegia per la fazione dei Bagler composta per lo più da nobili, chierici e mercanti.

## Biografia
Si presume che Erling Magnusson fosse un figlio illegittimo del re Magnus Erlingsson e che fosse stato imprigionato in una torre di pietra sull'isola di Visingsö, sul lago Vättern, dal re di Svezia Canuto I. La fuga dalla torre avrebbe suggerito il suo nome Steinvegg, letteralmente "muro di pietra". 
Alla morte del re di Norvegia Haakon III nel gennaio 1204 non vi erano eredi noti, quindi fu eletto il suo nipote Guttorm di soli 4 anni, il quale morì prematuramente nell'agosto 1204. Così i membri della fazione dei Bagler si persuasero che Erling Steinvegg fosse figlio del defunto re Magnus Erlingsson e lo designarono come suo successore al trono di Norvegia. Il re di Danimarca Valdemaro II cercò di influenzare la lotta per la successione inviando una flotta di 300 navi e l'esercito nel Viken a supporto di Erling; questi, superata la prova del ferro a dimostrazione della sua discendenza reale, ricevette 35 navi in dono da Valdemaro e fu portato al thing di Tønsberg dove fu proclamato re di Norvegia.
Erling morì nel 1207 a causa di una malattia lasciando due figli, il maggiore dei quali di nome Sigurd. I due fanciulli vennero ignorati dai Bagler nella contesa del trono norvegese, a favore di Philip Simonsson. I Bagler tuttavia non ebbero successo nel loro intento di prevalere sulla fazione opposta dei Birkebeiner, ma riuscirono ad stabilire un governo nel Viken, la regione attorno all'Oslofjord, nella Norvegia sud-orientale.

## Fonti
La principale fonte di informazioni riguardo la vita di Erling Magnusson Steinvegg e di suo figlio Sigurd Ribbung è la saga Hákonar saga Hákonarsonar scritta da Sturla Þórðarson nella seconda metà del XIII secolo.